# Parabemisia
Parabemisia es un género de insectos hemípteros de la familia Aleyrodidae, subfamilia Aleyrodinae. El género fue descrito primero por Quaintance & Baker en 1913.

## Especies
- Parabemisia aceris (Takahashi, 1931)
- Parabemisia indica Meganathan & David, 1994
- Parabemisia jawani Martin, 1985
- Parabemisia lushanensis Ko & Luo, 1999
- Parabemisia maculata Takahashi, 1952
- Parabemisia myricae (Kuwana, 1927)
- Parabemisia myrmecophila Martin, 1985